# صدر الدين عيني
 صدر الدين عيني (بالطاجيكية: Садриддин Айнӣ، (بالفارسية: صدر الدين عيني) هو شاعر طاجيكي (أبريل 1878 - 15 يوليو 1954).

## روابط خارجية
- صدر الدين عيني على موقع الموسوعة البريطانية (الإنجليزية)